# الکساندرا مارینسکو
الکساندرا مارینسکو (به انگلیسی: Alexandra Marinescu) ژیمناست زادهٔ ۱۹ مارس ۱۹۸۲ میلادی اهل کشور رومانی است.